# Barrages de Gabčíkovo-Nagymaros
Les barrages de Gabčíkovo-Nagymaros est un projet d'aménagement hydroélectrique sur le Danube à la frontière entre la Slovaquie et la Hongrie. Il est l'objet d'un litige inter-étatique concernant sa construction et son exploitation. 
Le projet initié par la Hongrie et la Tchécoslovaquie en 1977 consistait en une série de barrages, de centrales hydroélectriques et d'écluses sur une portions d'une centaine de kilomètres du Danube permettant de produire de l'électricité et de mieux contrôler le débit du fleuve. La Hongrie abandonna le projet mais la Slovaquie, en modifiant le projet, put le terminer et rendre opérationnelle la centrale hydroélectrique de Gabčíkovo et le canal de dérivation qui se trouvent entièrement sur son territoire. Le cas fut porté conjointement par la Hongrie et la Slovaquie devant la Cour internationale de justice en 1993 et fait encore l'objet de contestation.

## Histoire
La Hongrie et la Tchécoslovaquie ont signé le 13 septembre 1977 un traité bilatéral prévoyant la construction sur le Danube d'un système d'écluses et de centrales hydroélectriques. Les conséquences environnementales de cet immense chantier avaient été sous-estimées et des protestations de militants écologistes s'élevèrent de part et d'autre du fleuve frontalier pour stopper les travaux. Après la chute du gouvernement communiste, la Hongrie a suspendu les travaux en 1989 en invoquant des motifs écologiques, puis a dénoncé le traité en 1992. Bien que conscient des dégâts sur l'environnement, le gouvernement slovaque, qui avait achevé 90 % des travaux, poursuivit le chantier en novembre 1991 avec une "variante C" qui impliquait le détournement du fleuve. 
Le cas fut porté conjointement par la Hongrie et la Slovaquie devant la Cour internationale de justice en 1993.
La Cour a rendu un premier arrêt le 25 septembre 1997 dans lequel elle condamne les deux pays pour infraction au traité. En l'absence de résolution effective du différend, la Slovaquie a demandé un arrêt supplémentaire dès 1998, concernant notamment l'interprétation du premier arrêt. Depuis lors, un projet d'accord sur l'exécution de l'arrêt est toujours l'objet de négociations entre les deux gouvernements.

## Projet initial

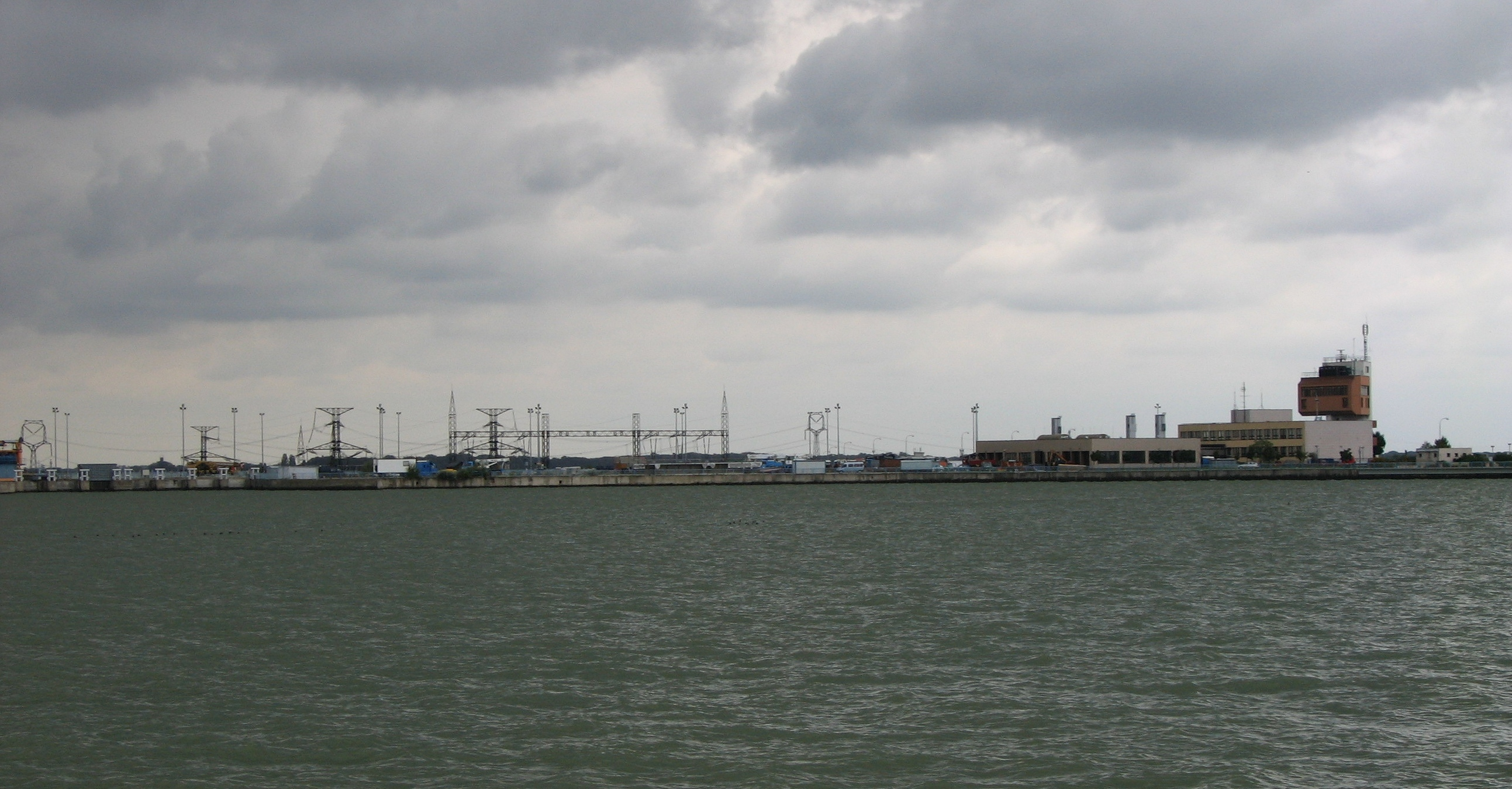
gabcikovostauwerk

Le projet consistait à détourner le Danube au niveau de Dunakiliti en Hongrie vers un canal de dérivation et une centrale hydroélectrique de 720 MW avec des écluses près de Gabčíkovo construits en Slovaquie. Le canal renverrait l'eau dans le lit d'origine du Danube et, environ 100 km en aval, un barrage avec centrale hydroélectrique de 158 MW serait construit à Nagymaros en Hongrie.
Les coûts de construction et l'électricité produite devaient être partagé à part égale entre les deux pays.

## Projet modifié
La Slovaquie, après l’abandon de la Hongrie, choisit de terminer le projet et pour cela choisit la variante C proposée par les experts tchécoslovaques. Cette variante permettait de rendre le projet opérationnel et exclusivement sur le territoire slovaque. Pour cela le barrage de Čunovo remplaça le barrage de Dunakiliti, situé quelques kilomètres en amont sur le territoire slovaque, il créa un réservoir de 40 km2 plus petit que celui de 60 km2 prévu initialement mais situé exclusivement en Slovaquie. Il est équipé d'une centrale hydroélectrique de 24 MW et d'écluses. Une digue dut être construite entre le canal et le lit d'origine du Danube du barrage au lieu où devait être construit initialement le barrage de dérivation. Le canal de 25 km, la centrale hydroélectrique de Gabčíkovo de 720 MW (8 turbines Kaplan de 90 MW) et ses écluses furent terminés.
Sans le barrage de Nagymaros permettant d'avoir un étage supplémentaire sur le Danube, la navigation est plus difficile et, avec la contrainte de garder la Danube navigable, la centrale hydroélectrique de Gabčíkovo ne peut fonctionner à pleine capacité.
La solution retenue par la Slovaquie n'exclue pas de terminer le projet initial en réalisant les barrages de Nagymaros et de Dunakiliti.

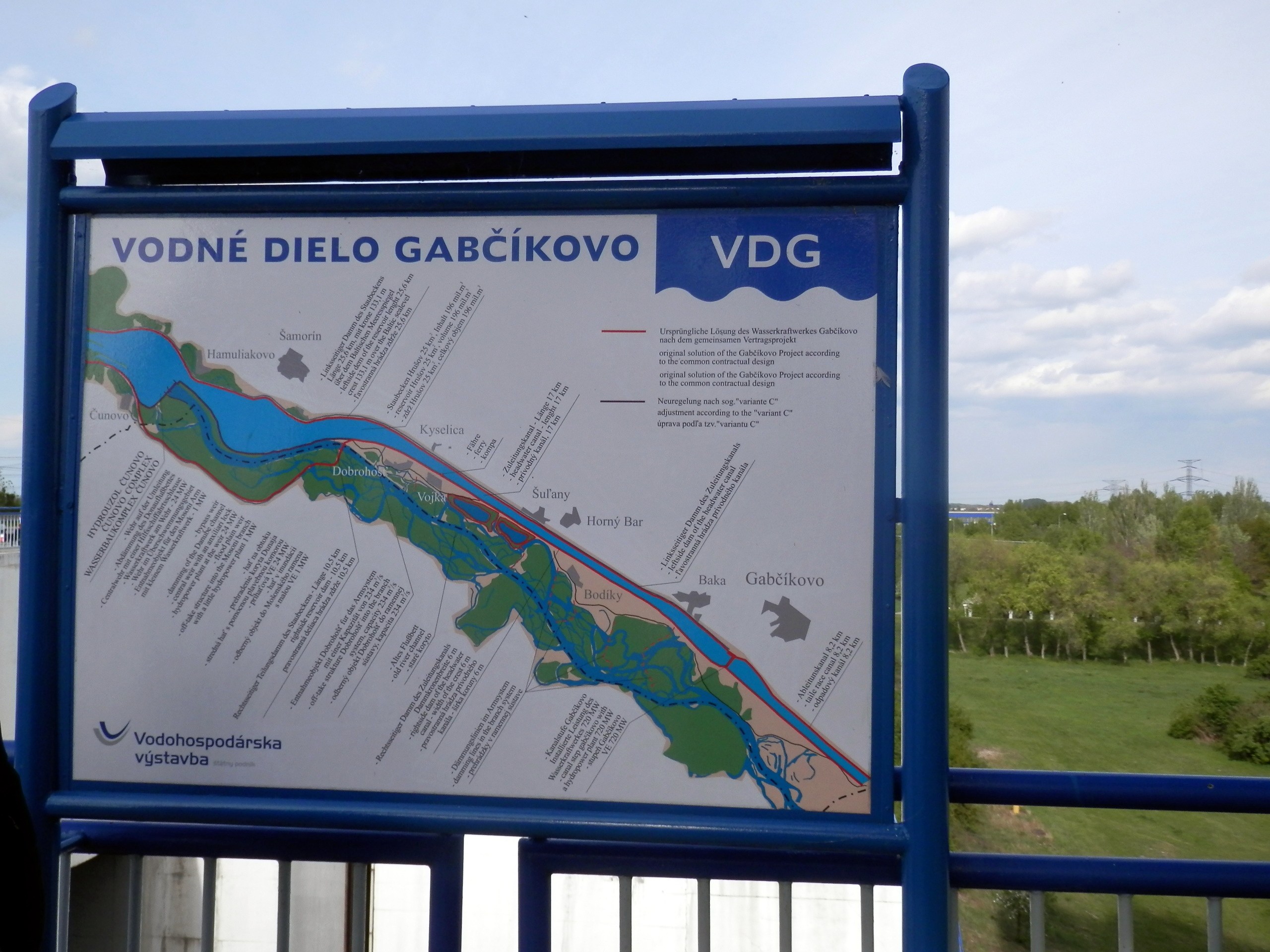
Panneau d'information près de la centrale de Gabčíkovo.
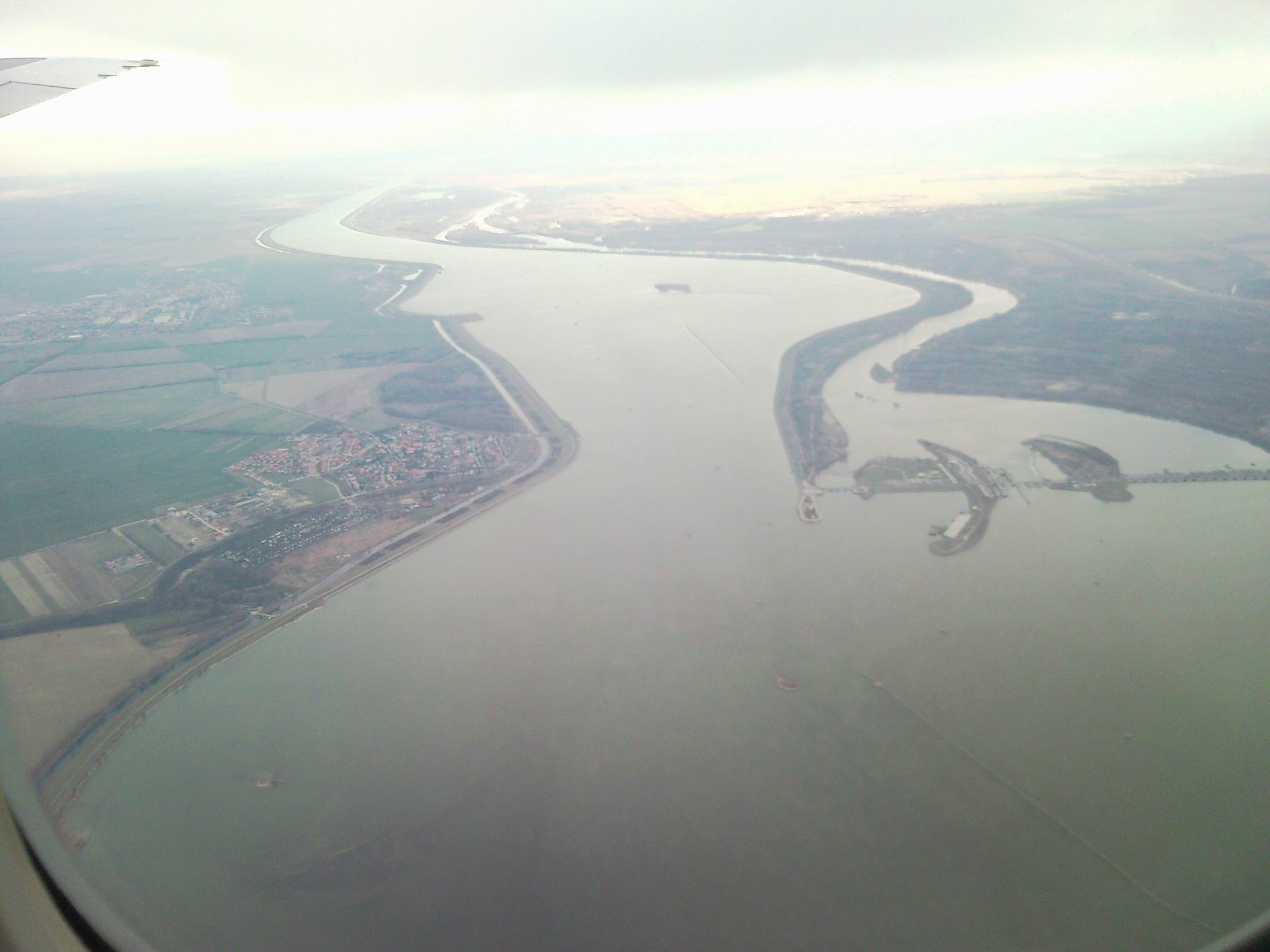
barrage de Čunovo et début du canal de dérivation.
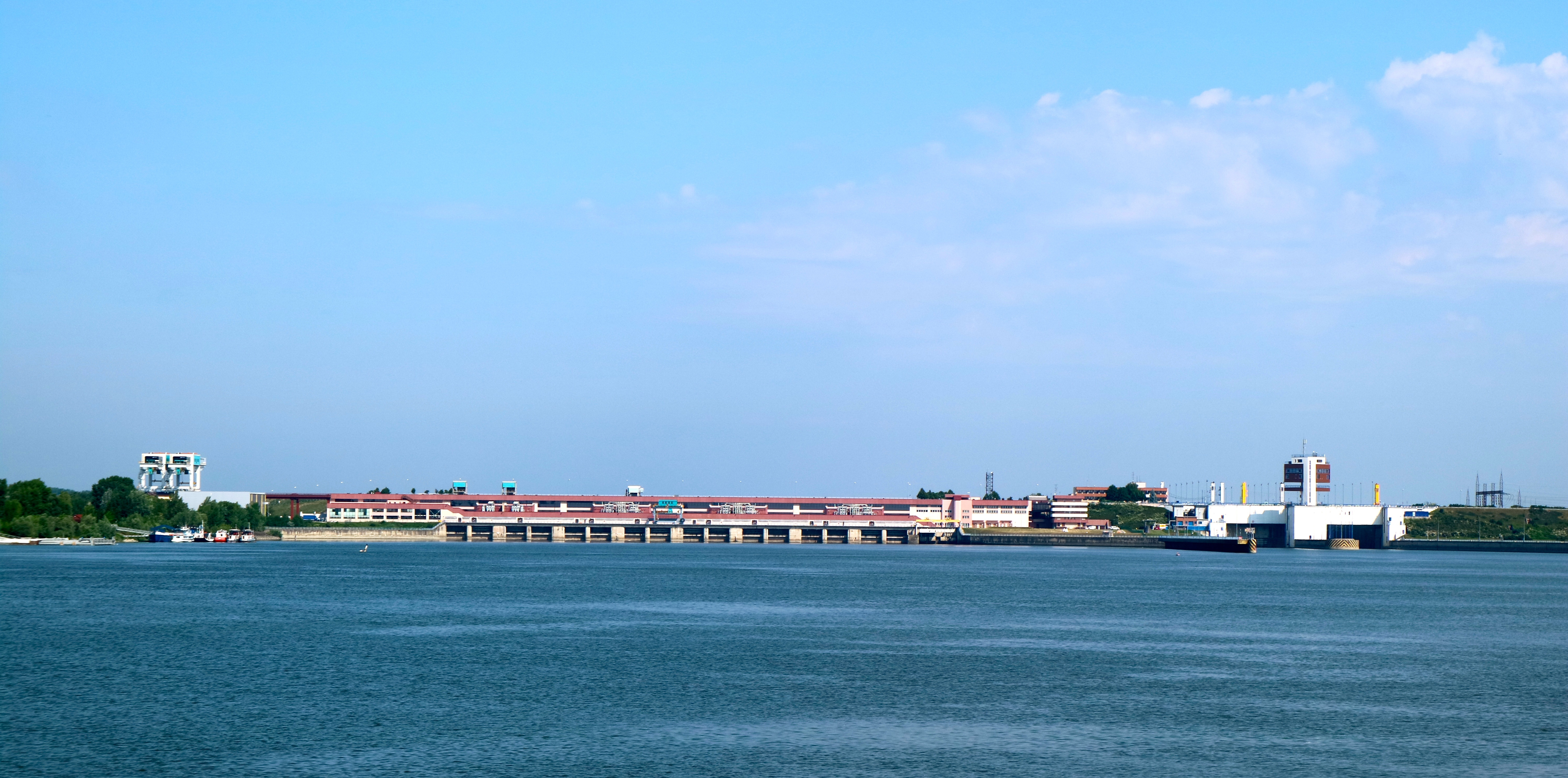
Centrale de Gabčíkovo.
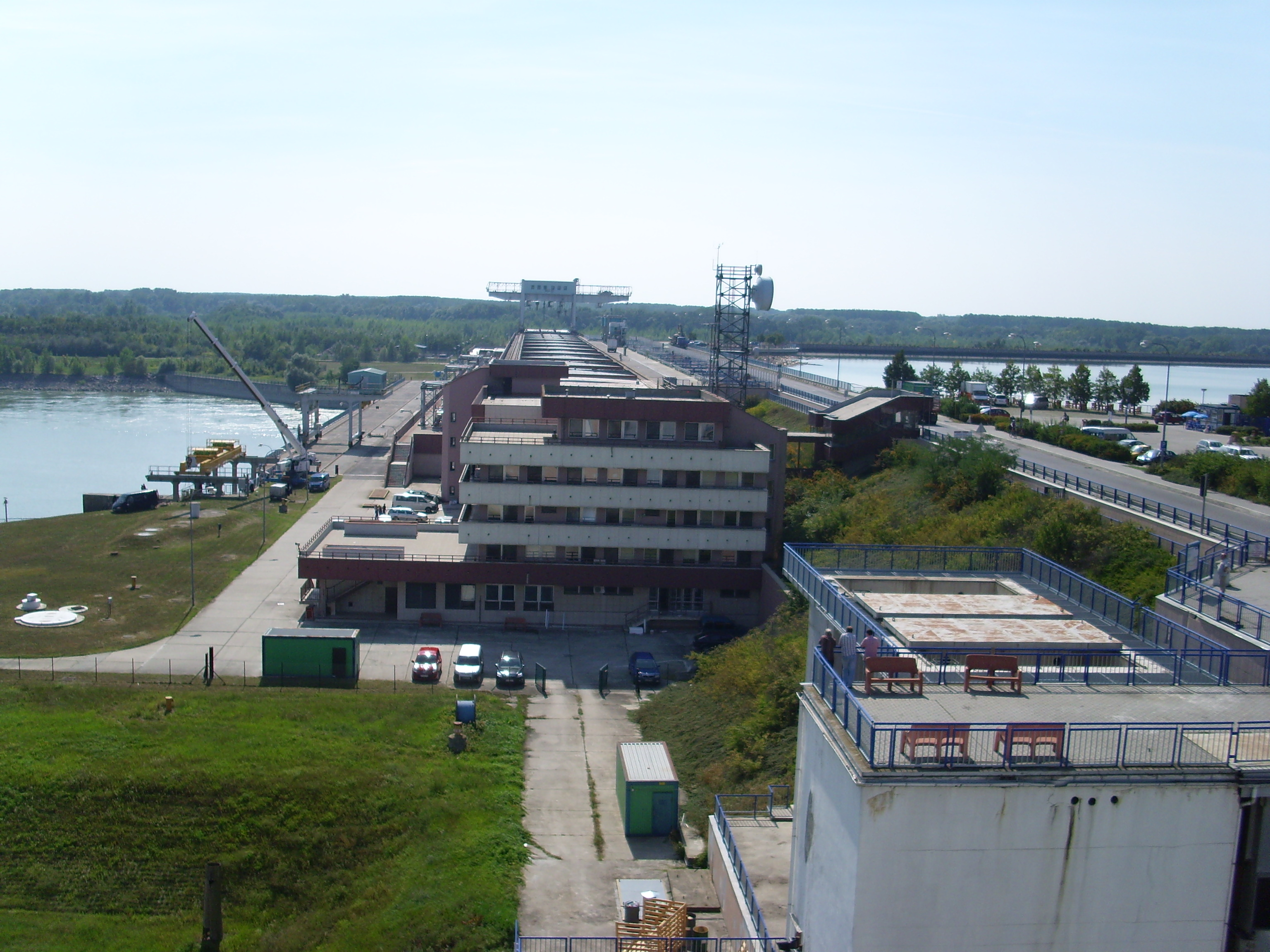
Centrale de Gabčíkovo.
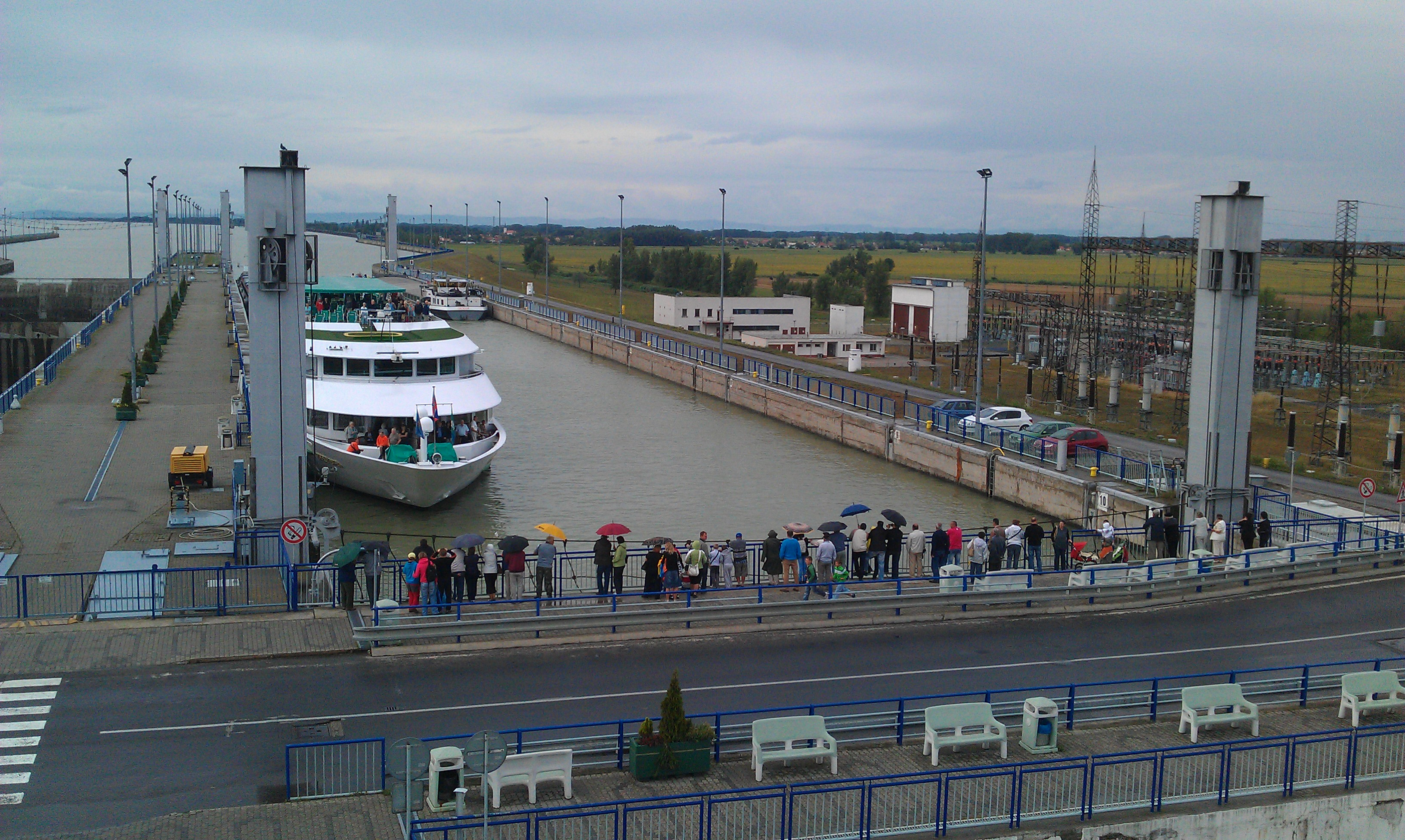
Écluse de Gabčíkovo.